# Tomáš Rosický
Tomáš Rosický (phát âm tiếng Séc: [ˈtomaːʃ ˈrosɪtskiː]; sinh ngày 4 tháng 10 năm 1980) là một cựu cầu thủ bóng đá Cộng hoà Séc. Anh từng giữ vị trí thủ quân Đội tuyển bóng đá quốc gia Cộng hòa Séc trong mười năm. Anh từng thi đấu ở cấp câu lạc bộ cho Sparta Praha, Borussia Dortmund và Arsenal. Anh có biệt danh là "Tiểu Mozart" nhờ khả năng điều tiết tuyến tiền vệ.
Anh bắt đầu sự nghiệp ở Sparta Praha, sau đó chuyển tới Borussia Dortmund năm 2001 với giá 25 triệu Mác, kỷ lục đối với một câu lạc bộ Bundesliga thời điểm đó. Trong mùa giải đầu tiên tại Đức, anh cùng câu lạc bộ vô địch quốc gia và lọt vào Chung kết Cúp UEFA 2002. Rosický gia nhập Arsenal năm 2006, có 247 trận ra sân cho câu lạc bộ, trong đó có trận Chung kết Cúp FA 2014. Anh thi đấu mười mùa giải Giải bóng đá Ngoại hạng Anh, tuy nhiên gặp phải nhiều chấn thương dai dẳng.
Rosický ra mắt đội tuyển Cộng hòa Séc năm 2000 và trở thành đội trưởng năm 2006. Anh tham dự bốn Giải vô địch bóng đá châu Âu cũng như Giải vô địch bóng đá thế giới 2006. Anh có trận thứ 100 cho đội tuyển quốc gia vào ngày 12 tháng 6 năm 2015. Rosický là cầu thủ ghi bàn nhiều thứ tư trong lịch sử đội tuyển Cộng hòa Séc.

## Sự nghiệp câu lạc bộ

### Sparta Prague
Rosický bắt đầu sự nghiệp tại AC Sparta Praha, theo chân người anh trai của anh, Jiří, người cũng đã chơi ở câu lạc bộ này trước đó. Tomáš có trận ra mắt cho Sparta vào năm 1998 và ghi năm bàn thắng ở mùa giải 1999–2000, mùa giải mà đội bóng đã giành được danh hiệu vô địch quốc gia. Tại vòng bảng UEFA Champions League 2000-01, anh ghi bàn trong các trận đối đầu với Shakhtar Donetsk và Arsenal, đã thu hút sự chú ý của câu lạc bộ đang chơi ở Bundesliga, Borussia Dortmund, đội bóng này đã bỏ ra 25 triệu mác để có được sự phục vụ của anh vào tháng 1 năm 2001.

### Borussia Dortmund

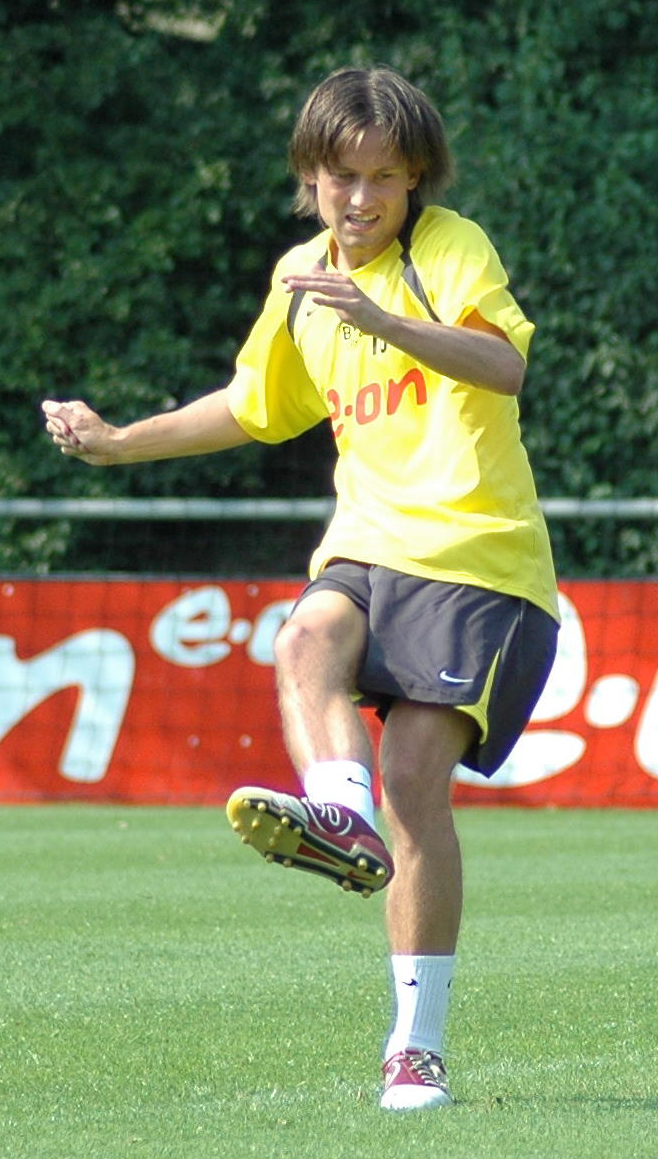
Rosický trong màu áo Borussia Dortmund năm 2006

Vào ngày 9 tháng 1 năm 2001, Rosický gia nhập Borussia Dortmund, với phí chuyển nhượng 14,5 triệu euro, khiến anh trở thành cầu thủ đắt giá nhất trong lịch sử Bundesliga và là cầu thủ Cộng hòa Séc đắt giá nhất mọi thời đại tại thời điểm đó. Trong mùa giải trọn vẹn đầu tiên của anh tại Borussia, Rosický đã giúp cho câu lạc bộ giành được danh hiệu Bundesliga 2001-02.
Danh tiếng Rosický gia tăng trong khoảng thời gian anh ở Dortmund và, trong giai đoạn cuối của anh ở câu lạc bộ, Dortmund đã gặp rắc rối tài chính và không thể giữ anh lại mặc dù hiểu rõ được tầm ảnh hưởng của anh đối với đội bóng. Báo chí đưa ra thông tin anh đã được liên hệ chuyển nhượng đến các câu lạc bộ Real Madrid, Atlético Madrid, Tottenham Hotspur, Chelsea, và Arsenal với mức giá cao. Rosický đã bày tỏ mong muốn Dortmund chấp nhận cho anh ra đi vào cuối mùa giải 2005–06, và sự xuất hiện của cầu thủ người Nam Phi, Steven Pienaar, cũng đồng nghĩa với việc chuẩn bị cho sự ra đi của Rosický. Tại Đức, Rosický có biệt danh là "The Little Mozart - Tiểu Mozart" và "The Mozart of Football - Mozart của bóng đá" bởi khả năng tổ chức của anh trên sân bóng.

### Arsenal

#### Mùa giải 2006-07
Ngày 23 tháng 5 năm 2006, Arsenal xác nhận rằng họ đã ký với cầu thủ 25 tuổi, Rosický, một bản hợp đồng dài hạn. Rosický sẽ tiếp nhận chiếc áo số 7, số áo trước đó thuộc về Robert Pirès.
Anh có trận ra mắt chính thức cho Arsenal vào ngày 8 tháng 8 năm 2006 trong chiến thắng 3–0 trước Dinamo Zagreb ở vòng loại Champions League. Anh ghi bàn thắng đầu tiên của anh cho Arsenal vào ngày 13 tháng 9 năm 2006 vào lưới Hamburg ở trận đấu khởi động chiến dịch Champions League của Arsenal ở mùa giải đó, trận đấu mà Arsenal giành chiến thắng với tỷ số 2-1. Ngày 6 tháng 1 năm 2007, anh ghi một cú đúp vào lưới Liverpool ngay tại Anfield ở FA Cup. Sau đó, anh ghi bàn thắng đầu tiên của anh ở Premiership vào lưới Wigan Athletic vào ngày 11 tháng 2 năm 2007. Anh tiếp tục có được bàn thắng trong cuộc đối đầu với Bolton Wanderers vào ngày 14 tháng 4 năm 2007 và Manchester City vào ngày 17 tháng 4 năm 2007. Tổng cộng anh đã ghi được 6 bàn thắng trong 37 lần ra sân ở mọi đấu trường trong mùa giải đầu tiên của anh tại Arsenal.

#### Mùa giải 2007-08
Vào ngày 29 tháng 8, anh ghi bàn trong trận đối đầu với câu lạc bộ cũ, Sparta Prague, ghi bàn sau bảy phút với một cú sút chìm ở bên trong vòng cấm. Rosický ghi bàn thắng đầu tiên của anh ở Premier League trong mùa giải vào lưới Portsmouth. Trong trận đối đầu với Bolton Wanderers ở Premier League anh đã phối hợp cùng với Theo Walcott để tạo nên bàn thắng, và điều này được lặp lại trong trận đấu với Wigan Athletic. Anh ghi bàn một lần nữa trong trận đấu trên sân của Middlesbrough, trận đấu mà Arsenal đã thất bại với tỷ số 2–1. Tiếp đó anh lại tiếp tục nổ súng khi ghi bàn vào lưới Everton với một cú sút chìm từ sát vạch 16 mét 50 ở bên trong vòng cấm trong chiến thắng 4-1. Anh tiếp tục ghi bàn ở trận đấu trên sân khách đối đầu với Fulham, một chiến thắng 3-0 dành cho Arsenal.

#### Mùa giải 2009-10
Rosický đã không thể góp mặt cùng Arsenal trong suốt mùa giải 2008–09 do chấn thương gân khoeo. Anh cuối cùng cũng đã trở lại tập luyện đầy đủ vào tháng 5 năm 2009, sau mười tám tháng vắng mặt. Vào đầu tháng 8 năm 2009, anh một lần nữa bị dính chấn thương nhưng không đá kể, lần này là trường hợp bị căng gân khoeo, và anh được chẩn đoán phải ngồi ngoài trong vòng sáu tuần. Anh trở lại thi đấu cho đội một như một sự thay đổi người ở giải vô địch vào ngày 12 tháng 9 năm 2009, kiến tạo bàn thắng đầu tiên và tự mình ghi bàn thắng thứ hai trong trận thua 4–2 trên sân khách trước Manchester City.
Vào ngày 4 tháng 1 năm 2010, Rosický đã ký một bản hợp đồng mới với thời hạn hai năm rưỡi với Arsenal, "Nó đã giống như một gia đình nhà kể từ khi tôi đến đây vào bốn năm về trước và tôi tin rằng chúng ta đang tiến gần đến việc đạt được một điều gì đó đặc biệt cùng với nhau", anh phát biểu. Huấn luyện viên của Arsenal, Arsène Wenger, bình luận về bản hợp đồng mới với Rosický, "Tôi đã nói nhiều lần về đẳng cấp và những đóng góp của Tomas, không chỉ trên sân bóng mà còn vượt ra ngoài phạm vi đó, và tôi cảm thấy rằng bản hợp đồng mới này đã phản ánh được điều đó." Rosický ghi bàn ở phút 93 cân bằng tỷ số 2–2 tại sân vận động Emirates trước đối thủ Everton để giữ lại một điểm quan trọng cho Arsenal. Bàn thắng thứ ba của anh trong mùa giải được ghi trong trận thắng 4-2 trước Bolton Wanderers sau khi Arsenal đã bị dẫn trước với tỷ số 2–0, Rosický là người khởi đầu cho cuộc lội ngược dòng của Pháo thủ bằng một pha ghi bàn ngay trước khi kết thúc hiệp một.
Trong trận đấu sau đó đối đầu với Liverpool, Rosický đã cung cấp một đường căng ngang cho đồng đội Abou Diaby chuyển hóa thành bàn thắng giúp Arsenal giành chiến thắng 1–0 trên sân Emirates vào ngày 10 tháng 2 năm 2010. Rosický tiếp tục cung cấp một đường kiến tạo trong trận đấu với F.C. Porto ở Champions League, anh đã đánh đầu trả bóng ngược trở lại, sau pha phạt góc từ góc xa, vào khu vực nguy hiểm, kiến tạo cho Sol Campbell ghi một bàn thắng sân khách quý giá cho Arsenal tại Estádio do Dragão. Arsenal cuối cùng đã giành chiến thắng với tổng tỷ số 6-2 sau hai lượt trận.

#### Mùa giải 2010-11

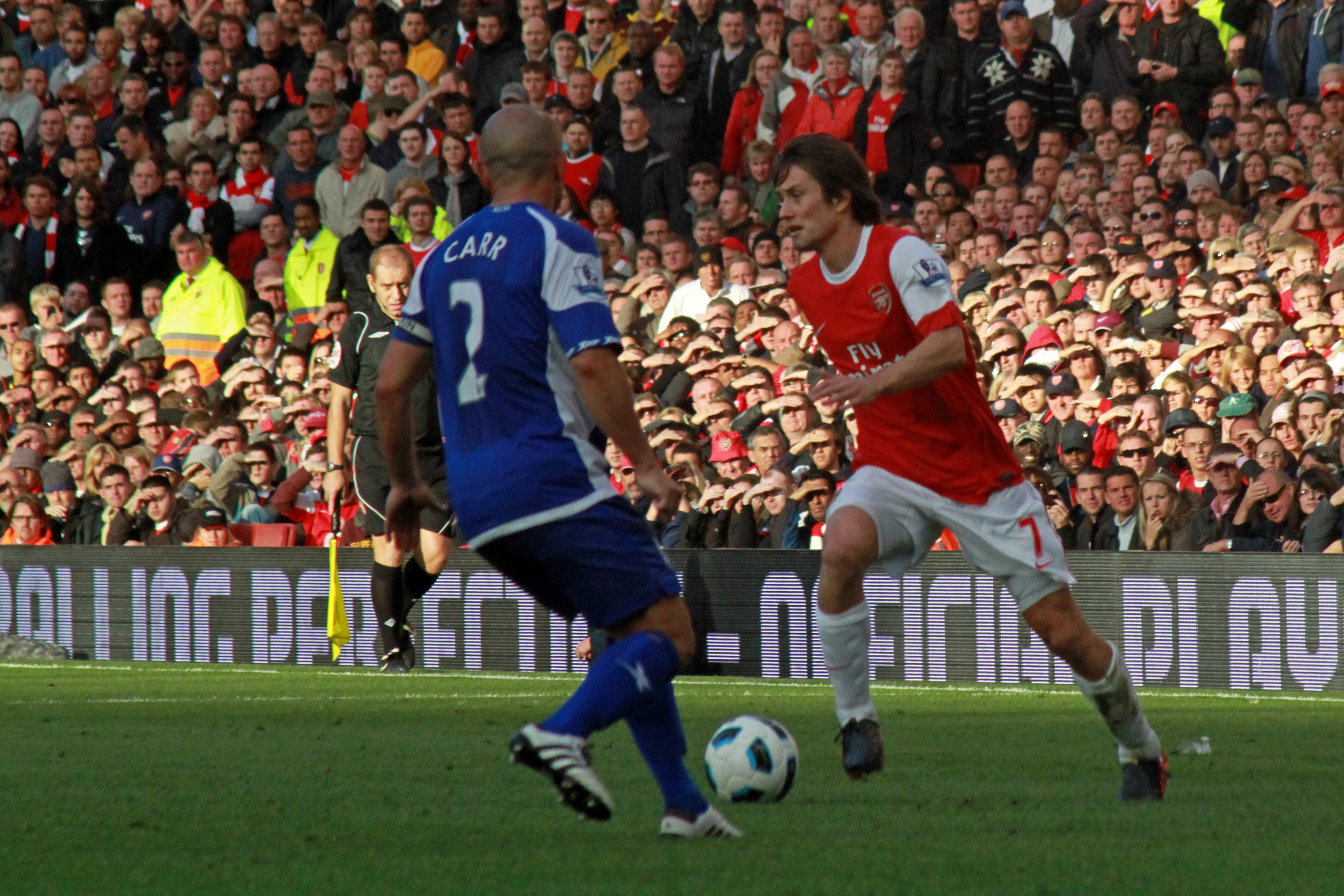
Rosický thi đấu ở Premier League trong trận đấu với Birmingham City

Vào ngày 15 tháng 8 năm 2010, trong trận đấu mở màn mùa giải Premier League, Rosický được đưa vào sân từ băng ghế dự bị khi Arsenal đang cố gắng tìm kiếm bàn thắng vào lưới Liverpool trên sân Anfield, anh đã nỗ lực đi bóng xộc thẳng vào vòng cấm trước khi dứt điểm rất căng bằng chân phải nhưng Pepe Reina đã dùng tay phải để đẩy quả bóng đi vọt xà ngang. Phút 89, anh treo bóng vào trong cho Marouane Chamakh đánh đầu trúng cột dọc dội ra nhưng Reina đã lúng túng đưa bóng vào lưới nhà. Ngày 21 tháng 8 năm 2010, anh có trận đá chính đầu tiên kể từ tháng 4 năm 2010 đối đầu với Blackpool, chơi trọn vẹn 90 phút trong chiến thắng 6–0 trên sân Emirates. Anh thực hiện đường chuyền tạo cơ hội ghi bàn cho Chamakh và cầu thủ Ian Evatt của Blackpool buộc phải đốn ngã Chamakh và phải rời sân với một chiếc thẻ đỏ. Vào ngày 28 tháng 8 năm 2010, chạm trán với Blackburn Rovers tại Ewood Park, Rosický vào thay cho Cesc Fàbregas ở phút 68. Ngày 20 tháng 2 năm 2011, anh ghi được bàn thắng đầu tiên của anh ở chiến dịch FA Cup vào lưới Leyton Orient trên sân Brisbane Road với cú đánh đầu ở phút 53, anh đã chơi trọn vẹn 90 phút trong trận hòa 1–1 này. Đây là bàn thắng đầu tiên của Rosický cho Arsenal sau 13 tháng, kể từ khi anh ghi bàn đầu tiên trong bốn bàn thắng của Arsenal ở chiến thắng 4–2 trên sân nhà trước Bolton Wanderers sau khi bị dẫn trước 2-0. Vào ngày 27 tháng 2 năm 2011, anh đá chính ở trận chung kết Football League Cup 2011 đối đầu với Birmingham City trong thất bại 2-1, chơi trọn vẹn 90 phút trên sân Wembley, do chấn thương của Fàbregas, sau đó anh đã được đeo băng đội trưởng của The Gunners trong trận đấu sau khi Robin van Persie phải rời sân nhường chỗ cho Nicklas Bendtner vì chấn thương. Ngày 12 tháng 3 năm 2011, anh vào thay cho Andrei Arshavin ở phút 72 trong trận tứ kết FA Cup thất bại trước kình địch Manchester United tại Old Trafford và có được một cơ hội ghi bàn nhưng đã bị cản phá bởi Edwin Van der Sar. Ở giai đoạn cuối mùa giải, anh phải ngồi ngoài một vài trận với những chấn thương không đáng kể. Kết thúc mùa giải, Rosický có tổng cộng 34 lần ra sân, ghi một bàn thắng trong tất cả các giải đấu cho The Gunners và giúp đội bóng kết thúc ở vị trí thứ tư tại Premier League.

#### Mùa giải 2011-12
Vào ngày 16 tháng 10 năm 2011, Rosický đá chính trong trận đấu ở giải vô địch đối đầu với Sunderland và góp phần trong việc xây dựng lối chơi dẫn đến bàn thắng đầu tiên cho Robin van Persie chỉ sau 28 giây. Anh đã nhận được những lời khen ngợi cho màn trình diễn của anh trong trận thắng 2-1 này của Arsenal. Anh đá chính một vài trận trong năm 2012, trong đó có trận thua 4–0 trước Milan, trận đấu mà anh đã chơi ở cánh trái và rất khó khăn trong việc tạo nên sự ảnh hưởng trong trận đấu mặc dù anh chơi hay hơn những người bạn đồng đội ở hàng tiền vệ.
Sau khoảng thời gian khó khăn để lấy lại phong độ trong một vài mùa giải, sự nghiệp của Rosický tại Arsenal phần nào được nhen nhóm trở lại từ cuối tháng 2 năm 2012. Vào ngày 26 tháng 2 năm 2012, Rosický ghi bàn ở phút 50 trong trận đấu với Tottenham Hotspur. Đó là bàn thắng đầu tiên của anh ở giải vô địch sau hai năm không ghi bàn cho Arsenal ở giải đấu này, đó là một bàn thắng rất quan trọng ảnh hưởng đến cuộc lội ngược dòng của Arsenal để giành chiến thắng chung cuộc với tỷ số 5–2. Màn trình diễn của Rosický đã giúp anh giành được danh hiệu cầu thủ xuất sắc nhất trận đấu do người hâm mộ bình chọn trên trang Arsenal.com. Sau đó anh đã đóng vai trò quan trọng trong chiến thắng 2-1 trước Liverpool ngay tại Anfield. Rosický ghi bàn thắng thứ hai và giành danh hiệu cầu thủ xuất sắc nhất trận đấu do UEFA bình chọn cho màn trình diễn của anh trong chiến thắng 3-0 trên sân nhà trước Milan, anh đã chơi ở vị trí tiền vệ tấn công. Một số nhà quan sát đã liên hệ sự hồi sinh của Arsenal với phong độ tích cực của Rosický, huấn luyện viên của Arsenal, Arsène Wenger, cho biết "Cậu ấy một lần nữa lại tỏ ra xuất sắc vào đêm nay. Trong tất cả những trận đấu đó, cậu ấy là một trong những cầu thủ có tầm hưởng và cậu ấy không phải lúc nào cũng nhận được sự tin tưởng mà lẽ ra cậu ấy xứng đáng được nhận, vì thế tôi muốn nhân cơ hội này để trao cho cậu ấy sự tin tưởng đó." Rosický gia hạn hợp đồng với Arsenal vào ngày 12 tháng 3 năm 2012 trước khi đóng vai trò quan trọng trong chiến thắng 2–1 trên sân nhà trước Newcastle United vào ngày hôm sau. Sự trở lại của anh đã được ghi nhận bởi người hâm mộ của Arsenal khi họ đã bình chọn để anh đạt được vị trí thứ ba cho danh hiệu cầu thủ xuất sắc nhất mùa giải trên trang Arsenal.com. Anh thậm chí đã được gọi bằng biệt danh Mozart Reborn - Mozart tái sinh.

## Thống kê sự nghiệp

### Câu lạc bộ
Tính đến 20 tháng 12 năm 2017.
| Câu lạc bộ          | Mùa giải            | Giải đấu | Giải đấu | Cúp quốc gia | Cúp quốc gia | Cúp liên đoàn | Cúp liên đoàn | Châu Âu | Châu Âu | Khác | Khác | Tổng cộng | Tổng cộng |
| Câu lạc bộ          | Mùa giải            | Trận     | Bàn      | Trận         | Bàn          | Trận          | Bàn           | Trận    | Bàn     | Trận | Bàn  | Trận      | Bàn       |
| ------------------- | ------------------- | -------- | -------- | ------------ | ------------ | ------------- | ------------- | ------- | ------- | ---- | ---- | --------- | --------- |
| Sparta Prague       | 1998–99             | 3        | 0        | 2            | 0            | —             | —             | 0       | 0       | —    | —    | 5         | 0         |
| Sparta Prague       | 1999–2000           | 24       | 5        | 2            | 1            | —             | —             | 12      | 2       | —    | —    | 38        | 8         |
| Sparta Prague       | 2000–01             | 14       | 3        | 2            | 0            | —             | —             | 8       | 2       | —    | —    | 24        | 5         |
| Sparta Prague       | Tổng cộng           | 41       | 8        | 6            | 1            | —             | —             | 20      | 4       | —    | —    | 67        | 13        |
| Borussia Dortmund   | 2000–01             | 15       | 0        | 0            | 0            | —             | —             | —       | —       | —    | —    | 15        | 0         |
| Borussia Dortmund   | 2001–02             | 30       | 5        | 1            | 0            | 2             | 0             | 16      | 1       | —    | —    | 49        | 6         |
| Borussia Dortmund   | 2002–03             | 30       | 4        | 1            | 0            | 1             | 0             | 7       | 2       | —    | —    | 39        | 6         |
| Borussia Dortmund   | 2003–04             | 19       | 2        | 1            | 0            | 3             | 1             | 4       | 0       | —    | —    | 27        | 3         |
| Borussia Dortmund   | 2004–05             | 27       | 4        | 2            | 0            | —             | —             | 0       | 0       | —    | —    | 29        | 4         |
| Borussia Dortmund   | 2005–06             | 28       | 5        | 0            | 0            | —             | —             | 2       | 0       | —    | —    | 30        | 5         |
| Borussia Dortmund   | Tổng cộng           | 149      | 20       | 5            | 0            | 6             | 1             | 29      | 3       | —    | —    | 189       | 24        |
| Arsenal             | 2006–07             | 26       | 3        | 4            | 2            | 1             | 0             | 6       | 1       | —    | —    | 37        | 6         |
| Arsenal             | 2007–08             | 18       | 6        | 1            | 0            | 1             | 0             | 5       | 1       | —    | —    | 25        | 7         |
| Arsenal             | 2008–09             | 0        | 0        | 0            | 0            | 0             | 0             | 0       | 0       | —    | —    | 0         | 0         |
| Arsenal             | 2009–10             | 25       | 3        | 0            | 0            | 1             | 0             | 7       | 0       | —    | —    | 33        | 3         |
| Arsenal             | 2010–11             | 21       | 0        | 5            | 1            | 3             | 0             | 5       | 0       | —    | —    | 34        | 1         |
| Arsenal             | 2011–12             | 28       | 1        | 2            | 0            | 0             | 0             | 8       | 1       | —    | —    | 38        | 2         |
| Arsenal             | 2012–13             | 10       | 2        | 2            | 0            | 1             | 0             | 3       | 1       | 0    | 0    | 16        | 3         |
| Arsenal             | 2013–14             | 27       | 2        | 3            | 1            | 1             | 0             | 8       | 0       | —    | —    | 39        | 3         |
| Arsenal             | 2014–15             | 15       | 2        | 3            | 1            | 1             | 0             | 4       | 0       | 1    | 0    | 24        | 3         |
| Arsenal             | 2015–16             | 0        | 0        | 1            | 0            | 0             | 0             | 0       | 0       | 0    | 0    | 1         | 0         |
| Tổng cộng           | Tổng cộng           | 170      | 19       | 21           | 5            | 9             | 0             | 46      | 4       | 1    | 0    | 247       | 28        |
| Sparta Prague       | 2016–17             | 11       | 1        | 0            | 0            | —             | —             | 1       | 0       | —    | —    | 12        | 1         |
| Sparta Prague       | 2017–18             | 11       | 1        | 0            | 0            | —             | —             | 1       | 0       | —    | —    | 12        | 1         |
| Tổng cộng           | Tổng cộng           | 22       | 2        | 0            | 0            | —             | —             | 2       | 0       | —    | —    | 24        | 2         |
| Tổng cộng sự nghiệp | Tổng cộng sự nghiệp | 372      | 48       | 32           | 6            | 15            | 1             | 96      | 11      | 1    | 0    | 516       | 66        |

### Đội tuyển quốc gia
Tính đến 17 tháng 6 năm 2016.
| Đội tuyển bóng đá quốc gia Cộng hòa Séc | Đội tuyển bóng đá quốc gia Cộng hòa Séc | Đội tuyển bóng đá quốc gia Cộng hòa Séc |
| Năm                                     | Số lần ra sân                           | Số bàn thắng                            |
| --------------------------------------- | --------------------------------------- | --------------------------------------- |
| 2000                                    | 8                                       | 0                                       |
| 2001                                    | 10                                      | 2                                       |
| 2002                                    | 6                                       | 3                                       |
| 2003                                    | 7                                       | 1                                       |
| 2004                                    | 13                                      | 3                                       |
| 2005                                    | 8                                       | 6                                       |
| 2006                                    | 9                                       | 2                                       |
| 2007                                    | 7                                       | 2                                       |
| 2008                                    | 0                                       | 0                                       |
| 2009                                    | 3                                       | 0                                       |
| 2010                                    | 6                                       | 0                                       |
| 2011                                    | 8                                       | 1                                       |
| 2012                                    | 2                                       | 0                                       |
| 2013                                    | 6                                       | 1                                       |
| 2014                                    | 5                                       | 1                                       |
| 2015                                    | 2                                       | 0                                       |
| 2016                                    | 5                                       | 1                                       |
| Tổng cộng                               | 105                                     | 23                                      |

#### Bàn thắng quốc tế
Scores and results list the Czech Republic's goal tally first. : Tính đến ngày 31 tháng 5 năm 2014
| #   | Ngày                 | Địa điểm                                                           | Đối thủ       | Bàn thắng | Kết quả | Giải đấu                 |
| --- | -------------------- | ------------------------------------------------------------------ | ------------- | --------- | ------- | ------------------------ |
| 1.  | 6 tháng 10 năm 2001  | Sân vận động Letná, Prague, Cộng hòa Séc                           | Bulgaria      | 1–0       | 6–0     | Vòng loại World Cup 2002 |
| 2.  | 6 tháng 10 năm 2001  | Sân vận động Letná, Prague, Cộng hòa Séc                           | Bulgaria      | 5–0       | 6–0     | Vòng loại World Cup 2002 |
| 3.  | 21 tháng 8 năm 2002  | Sân vận động Andrův, Olomouc, Cộng hòa Séc                         | Slovakia      | 3–1       | 4–1     | Giao hữu                 |
| 4.  | 21 tháng 8 năm 2002  | Sân vận động Andrův, Olomouc, Cộng hòa Séc                         | Slovakia      | 4–1       | 4–1     | Giao hữu                 |
| 5.  | 12 tháng 10 năm 2002 | Sân vận động Cộng hòa, Chişinău, Moldova                           | Moldova       | 2–0       | 2–0     | Vòng loại World Cup 2002 |
| 6.  | 30 tháng 4 năm 2003  | Sân vận động Na Stínadlech, Teplice, Cộng hòa Séc                  | Thổ Nhĩ Kỳ    | 1–0       | 4–0     | Giao hữu                 |
| 7.  | 18 tháng 2 năm 2004  | Sân vận động Renzo Barbera, Palermo, Ý                             | Ý             | 2–2       | 2–2     | Giao hữu                 |
| 8.  | 2 tháng 6 năm 2004   | Toyota Arena, Prague, Cộng hòa Séc                                 | Bulgaria      | 3–0       | 3–1     | Giao hữu                 |
| 9.  | 13 tháng 10 năm 2004 | Sân vận động Cộng hòa, Yerevan, Armenia                            | Armenia       | 2–0       | 3–0     | Vòng loại World Cup 2006 |
| 10. | 26 tháng 6 năm 2005  | Sân vận động Na Stínadlech, Teplice, Cộng hòa Séc                  | Phần Lan      | 2–0       | 4–3     | Vòng loại World Cup 2006 |
| 11. | 30 tháng 3 năm 2005  | Sân vận động Comunal d'Andorra la Vella, Andorra la Vella, Andorra | Andorra       | 4–0       | 4–0     | Vòng loại World Cup 2006 |
| 12. | 4 tháng 6 năm 2005   | Sân vận động Nisy, Liberec, Cộng hòa Séc                           | Andorra       | 6–1       | 8–1     | Vòng loại World Cup 2006 |
| 13. | 8 tháng 6 năm 2005   | Sân vận động Na Stínadlech, Teplice, Cộng hòa Séc                  | Bắc Macedonia | 5–1       | 6–1     | Vòng loại World Cup 2006 |
| 14. | 12 tháng 10 năm 2005 | Sân vận động Olympic Helsinki, Helsinki, Phần Lan                  | Phần Lan      | 2–0       | 3–0     | Vòng loại World Cup 2006 |
| 15. | 16 tháng 11 năm 2005 | Toyota Arena, Prague, Cộng hòa                                     | Na Uy         | 1–0       | 1–0     | Vòng loại World Cup 2006 |
| 16. | 12 tháng 6 năm 2006  | FIFA WM Stadion Gelsenkirchen, Gelsenkirchen, Đức                  | Hoa Kỳ        | 2–0       | 3–0     | World Cup 2006           |
| 17. | 12 tháng 6 năm 2006  | FIFA WM Stadion Gelsenkirchen, Gelsenkirchen, Đức                  | Hoa Kỳ        | 3–0       | 3–0     | World Cup 2006           |
| 18. | 8 tháng 9 năm 2007   | Sân vận động Olimpico, Serravalle, San Marino                      | San Marino    | 1–0       | 3–0     | Vòng loại Euro 2008      |
| 19. | 17 tháng 11 năm 2007 | AXA Stadium, Prague                                                | Slovakia      | 3–1       | 3–1     | Vòng loại Euro 2008      |
| 20. | 9 tháng 2 năm 2011   | Sân vận động Aldo Drosina, Pula, Croatia                           | Croatia       | 2–2       | 2–4     | Giao hữu                 |
| 21. | 6 tháng 9 năm 2013   | Eden Arena, Prague, Cộng hòa Séc                                   | Armenia       | 1–1       | 1–2     | Vòng loại World Cup 2014 |
| 22. | 5 tháng 3 năm 2014   | Eden Arena, Prague, Cộng hòa Séc                                   | Na Uy         | 1–0       | 2–2     | Giao hữu                 |
| 23. | 1 tháng 6 năm 2016   | Sân vận động Tivoli-Neu, Innsbruck, Áo                             | Nga           | 1–1       | 2–1     | Giao hữu                 |

## Danh hiệu

### Câu lạc bộ

#### Sparta Praha
- Czech Liga: 1998–99, 1999–2000, 2000–01

#### Borussia Dortmund
- Bundesliga: 2001–02
- Á quân UEFA Cup: 2001–02

#### Arsenal
- FA Cup: 2013–14, 2014–15
- FA Community Shield: 2014, 2015
- Á quân Premier League 2015–16